# Lee Keun-ho
Lee Keun-ho (en coreano: 이근호; Incheon, 11 de abril de 1985) es un exfutbolista surcoreano. Juega de delantero y su equipo retiro es el Daegu FC de la K League 1 de Corea del Sur.

## Selección nacional
Ha sido internacional con la selección de fútbol de Corea del Sur, ha jugado 84 partidos internacionales y ha anotado 19 goles.
El 8 de mayo de 2014, el entrenador Hong Myung-bo lo incluyó en la lista final de 23 jugadores que competirán en la Copa Mundial de Fútbol de 2014. Ingresó como suplente en los tres partidos que disputó su selección marcando uno en el primero contra Rusia.

### Participaciones en Copas del Mundo
| Mundial                        | Sede   | Resultado    | Partidos | Goles |
| ------------------------------ | ------ | ------------ | -------- | ----- |
| Copa Mundial de Fútbol de 2014 | Brasil | Primera fase | 3        | 1     |

## Clubes
| Club                     | País          | Año           |
| ------------------------ | ------------- | ------------- |
| Incheon United           | Corea del Sur | 2004-2006     |
| Daegu FC                 | Corea del Sur | 2007-2008     |
| Júbilo Iwata             | Japón         | 2009-2010     |
| Gamba Osaka              | Japón         | 2010-2011     |
| Ulsan Hyundai            | Corea del Sur | 2012-2014     |
| Sangju Sangmu (Cedido)   | Corea del Sur | 2013-2014     |
| El Jaish SC              | Catar         | 2014-2016     |
| Jeonbuk Hyundai (Cedido) | Corea del Sur | 2015          |
| Jeju                     | Corea del Sur | 2016          |
| Gangwon                  | Corea del Sur | 2017-2018     |
| Ulsan Hyundai            | Corea del Sur | 2018-2022     |
| Daegu FC (cedido)        | Corea del Sur | 2021          |
| Daegu FC                 | Corea del Sur | 2022-presente |

## Apariciones

### Programas de televisión
| Año  | Título           | Notas                    |
| ---- | ---------------- | ------------------------ |
| 2012 | 2 Days & 1 Night | Ep. 224 - 226 - invitado |

## Palmarés

### Títulos nacionales
| Título         | Club                   | País          | Año  |
| -------------- | ---------------------- | ------------- | ---- |
| Copa J. League | Júbilo Iwata           | Japón         | 2010 |
| K League 2     | Sangju Sangmu          | Corea del Sur | 2013 |
| K League 1     | Jeonbuk Hyundai Motors | Corea del Sur | 2015 |

### Títulos internacionales
| Título                                | Equipo                     | Sede      | Año  |
| ------------------------------------- | -------------------------- | --------- | ---- |
| Liga de Campeones de la AFC           | Ulsan Hyundai              | Ulsan     | 2012 |
| Liga de Campeones de la AFC           | Ulsan Hyundai              | Al Wakrah | 2020 |
| Campeonato de Fútbol de Asia Oriental | Selección de Corea del Sur | China     | 2008 |
| Campeonato de Fútbol de Asia Oriental | Selección de Corea del Sur | Japón     | 2017 |

### Distinciones individuales
| Distinción                                      | Año                    |
| ----------------------------------------------- | ---------------------- |
| K League Best XI                                | 2007, 2008, 2012, 2017 |
| Liga de Campeones de la AFC 2012: Mejor Jugador | 2012                   |
| Premio al MVP de la K League 2                  | 2013                   |
| K League 2: Máximo goleador                     | 2013                   |
| K League 2 Best XI                              | 2013                   |